# Јарослав Јанус
Јарослав Јанус (слч. Jaroslav Janus — Прешов, 21. септембар 1989) професионални је словачки хокејаш на леду који игра на позицији голмана.
Члан је сениорске репрезентације Словачке за коју је на међународној сцени дебитовао на светском првенству 2013. године.
Јанус је прошао све омладинске селекције Слована из Братиславе. Године 2009. учествовао је на улазном драфту НХЛ лиге где га је као 162. пика у шестој рунди одабрала екипа Тампа беј лајтнингса.